# Rudi Czerwenka
Rudi Czerwenka (* 4. April 1927 in Breslau; † 1. Februar 2017 in Greifswald) war ein deutscher Schriftsteller, Journalist und Drehbuchautor, der auch unter dem Pseudonym Rudolf Wenk veröffentlicht hat.

## Leben
Rudi Czerwenka wuchs in der Nähe Breslaus auf und konnte wegen der Einberufung zur Wehrmacht sein Abitur nicht beenden. Er war Flakhelfer und Soldat, dann in amerikanischer Kriegsgefangenschaft. Nach dem Krieg machte er eine Kochlehre in Jena, wurde Volkspolizist und nach einer Kurzausbildung zum Neulehrer Lehrer in Kröpelin, Spoldershagen und Bad Sülze.
Seine ersten beiden Kinder- und Jugendbücher veröffentlichte er 1959/60 unter Pseudonym. Ab der Mitte der 1970er Jahre arbeitete er für Presse, Rundfunk, Theater und DDR-Fernsehen, von 1983 bis 2013 war er freiberuflicher Schriftsteller und Journalist in Rostock. Seit 2013 lebte er in Ahlbeck.

## Werke (Auswahl)

### Kinder- und Jugendbücher
- Magellans Page. Prisma-Verlag Zenner und Gürchott, Leipzig 1959.
- Geheimnisvoller Strom. Prisma-Verlag Zenner und Gürchott, Leipzig 1960.
- Anker auf. Die Geschichte um ein Boot. Gebrüder Knabe Verlag, Weimar 1963; Neuausgabe: BS-Verlag, Rostock 2003, ISBN 978-3-89954-060-4.
- Störtebekers Erben. Die abenteuerlichen Jugendjahre des Vitalienbruders und Likedeelers Johannes Engelbrecht. Scheunen Verlag, Kückenshagen 2000, ISBN 978-3-934301-25-2.

### Regionalia
- Bornholm. Hinstorff Verlag, Rostock 1992, ISBN 978-3-356-00475-5.
- Märkische Schweiz. Hinstorff Verlag, Rostock 1993. ISBN 978-3-356-00502-8.
- Rolf Cerwenka, Matthias Redieck, Achim Schade: Feste feiern in Mecklenburg und Vorpommern. Norddeutscher Hochschulschriftenverlag, Rostock 1993, ISBN

3-929544-22-9.
- Swartsuer frät de Buer. Eß- und Trinkgeschichte(n) aus Mecklenburg-Vorpommern. Volkskulturinstitut Mecklenburg und Vorpommern im Kulturbund e. V. 1998. ISBN 978-3-930659-27-2.
- Die Rostocker Bordellwirtschaft und andere sündhafte Angelegenheiten. Ein  unterhaltsamer Streifzug durch die Geschichte der Prostitution in Rostock. Neuer Hochschulschriften-Verlag, Rostock 1998, ISBN 3-929544-62-8.
- Wo Kapitäne geboren wurden. Zur Geschichte der Seefahrtschule Wustrow. Scheunen Verlag, Kückenshagen 2003, ISBN 978-3-934301-61-0.
- „Unser täglich Brötchen gib uns heute ...“ Der Clasen-Clan. BS-Verlag, Rostock 2005, ISBN 978-3-89954-194-6.
- Von Boltenhagen bis Ahlbeck. Mecklenburg-Vorpommerns Ostseeküste – Geschichte und Geschichten für Zugezogene, Touristen und andere Neulinge. BS-Verlag, Rostock 2009, ISBN 978-3-86785-080-3.

### Romane und Erzählungen
- Tatort Studentenheim. Deutscher Militärverlag, Berlin 1970 (= Erzählerreihe, Heft 165).
- Die Hexe vom Fischland. Leben und Leiden der Tilsche Schellwegen. Scheunenverlag, Kückenshagen 1999, ISBN 3-929370-89-1.
- Dorfschulmeister Franz Kuhlmann. BS-Verlag, Rostock 2002, ISBN 978-3-89954-007-9.
- Achterbahn. Höhenflug und freier Fall. Roman. BS-Verlag, Rostock 2004, ISBN 978-3-89954-067-3.
- Viel erlebt – viel verpasst. Erinnerungen. BS-Verlag, Rostock 2004, ISBN 978-3-89954-118-2.
- Die Waldschenke oder Erbe und Erben des Harry Witt und andere Ausrutscher. BS-Verlag, Rostock 2005, ISBN 978-3-89954-155-7.
- Julias wilde Zeiten. Erzählung. BS-Verlag, Rostock 2007, ISBN 978-3-86785-017-9.
- Abschied von Rostock. EDITION digital, Schwerin 2017, ISBN 978-3-95655-792-7.

### Arbeiten für Rundfunk, Theater und Fernsehen
- 1970: Shanghaied in St. John's. Hörspiel
- 1973: Der Butterkrieg. Bühnenstück
- 1974: Geborener Rostocker. Bühnenstück
- 1977: Antons liebe Gäste. Fernsehschwank
- 1978: Stolzer Hahn. Fernsehschwank
- 1979: Kleine Fische. Fernsehschwank
- 1980: Am Rande der Saison. Fernsehschwank
- 1982: Volles Haus. Fernsehschwank
- 1984: Besuchszeit. Fernsehschwank
- 1985: Leo und sein Gartenzaun. Fernsehschwank